# كيث ماكليود
كيث ماكليود (بالإنجليزية: Keith McLeod)‏ مواليد 5 نوفمبر 1979 في كانتون، هو لاعب كرة سلة أمريكي بدأ مسيرته الاحترافية في سنة 2002.. يبلغ طوله 6 قدم 2 بوصة (1.9 م).

## المسيرة الاحترافية
لعب مع دون بوسكو ليفورنو في الدوري الإيطالي في موسم 2002–2003، ثم لعب مع مينيسوتا تمبر ولفز في موسم 2003–2004، ثم لعب مع فيرتوس روما في الدوري الإيطالي في سنة 2004، ثم لعب مع يوتا جاز من سنة 2004 إلى 2006، ثم لعب مع غولدن ستايت ووريورز في موسم 2006–2007، ثم لعب مع إنديانا بايسرز في سنة 2007، ثم لعب مع منز سانا 1871 باسكت في سنة 2008.

## روابط خارجية
- كيث ماكليود على موقع إن بي أي (الإنجليزية)
- كيث ماكليود على موقع سبورتس رفرنس (الإنجليزية)
- كيث ماكليود على موقع كرة السلة الأوروبية.كوم (الإنجليزية)
- كيث ماكليود على موقع كلية كرة السلة في سبورتس رفرنس.كوم (الإنجليزية)
- كيث ماكليود على موقع ريلجم (الإنجليزية)
- كيث ماكليود على موقع بروبوليرز (الإنجليزية)
- كيث ماكليود على موقع سبورتس رفرنس (الإنجليزية)
- كيث ماكليود على موقع سبورتس رفرنس (الإنجليزية)